# Rhysida brasiliensis
Rhysida brasiliensis är en mångfotingart som beskrevs av Kraepelin 1903. Rhysida brasiliensis ingår i släktet Rhysida och familjen Scolopendridae.
Artens utbredningsområde är Paraguay. Inga underarter finns listade i Catalogue of Life.